# VV Leeuwarden in het seizoen 1961/62
Het seizoen 1961/1962 was het achtste jaar in het bestaan van de Leeuwardense betaaldvoetbalclub Leeuwarden. De club kwam uit in de Eerste divisie A en eindigde daarin op de 13e plaats, dit hield in dar de club rechtstreeks degradeerde naar de Tweede divisie. Tevens deed de club mee aan het toernooi om de KNVB beker, hierin werd in de tweede ronde, na verlenging, verloren van Heerenveen (0–1).

## Wedstrijdstatistieken

### Eerste divisie A
|       | AGOVV | Alkmaar '54 | BVV   | D.F.C. | DHC   | Eindhoven | Fortuna | Go Ahead | 't Gooi | Haarlem | Helmond | KFC   | Sittardia | Stormvogels | SVV   | Veendam | Vitesse |
| ----- | ----- | ----------- | ----- | ------ | ----- | --------- | ------- | -------- | ------- | ------- | ------- | ----- | --------- | ----------- | ----- | ------- | ------- |
| Thuis | 4 – 4 | 2 – 0       | 5 – 0 | 2 – 0  | 0 – 1 | 1 – 0     | 1 – 3   | 0 – 0    | 0 – 0   | 0 – 1   | 2 – 0   | 0 – 0 | 1 – 2     | 2 – 1       | 0 – 0 | 1 – 1   | 2 – 2   |
| Uit   | 4 – 1 | 4 – 2       | 2 – 3 | 1 – 0  | 5 – 0 | 1 – 1     | 1 – 1   | 1 – 1    | 3 – 1   | 1 – 0   | 0 – 3   | 1 – 0 | 3 – 1     | 1 – 3       | 2 – 1 | 3 – 1   | 1 – 2   |

### KNVB beker
| 2e ronde                                          | Heerenveen          | 1 – 0 Na verlenging | Leeuwarden |
| 31 maart 1962 Plaats: Heerenveen J.H. Kruisstraat | Hendrik Boersma 91' |                     |            |

## Statistieken Leeuwarden 1961/1962

### Eindstand Leeuwarden in de Nederlandse Eerste divisie A 1961 / 1962
| Stand | Gespeeld | Gewonnen | Gelijk | Verloren | Punten | Doelpunten voor | Doelpunten tegen |
| ----- | -------- | -------- | ------ | -------- | ------ | --------------- | ---------------- |
| 13e   | 34       | 10       | 10     | 14       | 30     | 44              | 49               |

### Topscorers
| #      | Naam             | Goal |
| ------ | ---------------- | ---- |
| 1.     | Hans Verhagen    | 14   |
| 2.     | Jan Hardenbol    | 7    |
| 2.     | Henny Weering    | 7    |
| 4.     | Pier Alma        | 4    |
| 4.     | Jan ten Hoopen   | 4    |
| 4.     | Ben Werts        | 4    |
| 7.     | Jappie Mulder    | 2    |
| 8.     | Hampie Bakker    | 1    |
| 8.     | Marius Delgrosso | 1    |
| Totaal | Totaal           | 44   |

| #      | Naam        | Goal |
| ------ | ----------- | ---- |
| –      | Geen speler | 0    |
| Totaal | Totaal      | 0    |